# 短唇鈍鰕虎魚
短唇鈍鰕虎魚（学名：Amblygobius nocturnus），又稱短唇鈍鯊，為輻鰭魚綱鰕虎鱼目鰕虎魚科鈍鰕虎魚屬的其中一種，分布於太平洋海域，體長可達7公分，棲息在礁沙混合區海域。

## 扩展阅读
維基物種上的相關：短唇鈍鰕虎魚